# Sun Yingsha
Sun Yingsha (în chineză: 孙颖莎; n. 4 noiembrie 2000, Shijiazhuang⁠(d), Republica Populară Chineză) este o jucătoare profesionistă chineză de tenis de masă. Ea este actualul nr. 1 mondial la simplu feminin.
În septembrie 2015, Sun Yingsha a intrat în a doua echipă națională de tenis de masă din China. A intrat în prima echipă națională în ianuarie 2017.